# Acteonemertidae
Acteonemertidae é uma família de vermes pertencentes à ordem Monostilifera. Contém 5 géneros que são terrestres e podem ser encontrados na Península Ibérica.
Géneros:
- Acteonemertes Pantin, 1961
- Antiponemertes Moore & Gibson, 1981
- Argonemertes Moore & Gibson, 1981
- Katechonemertes Moore & Gibson, 1981
- Leptonemertes Girard, 1893